# Dove Award „Az Év Rockalbuma” kategóriában
A Dove Award nyertesei „Az Év Rockalbuma” kategóriában: 
- 1988 – CRACK THE SKY (Mylon LeFevre & Broken Heart)
- 1989 – RUSS TAFF (Russ Taff)
- 1990 – THE WAY HOME (Russ Taff)
- 1991 – BEYOND BELIEF (Petra)
- 1992 – SIMPLE HOUSE (Margaret Becker)
- 1993 – PRAY FOR RAIN (Pray For Rain)
- 1994 – WAKE-UP CALL (Petra)
- 1995 – GOING PUBLIC (Newsboys)
- 1996 – NO DOUBT (Petra)
- 1997 – JESUS FREAK (dc Talk)
- 1998 – CONSPIRACY NO. 5 (Third Day)
- 1999 – ANYBODY OUT THERE? (Burlap To Cashmere)
- 2000 – TIME (Third Day)
- 2001 – Tree63, Tree63 (Andrew Philip)
- 2002 – Come Together (Third Day)
- 2003 – Lift (Audio Adrenaline)
- 2004 – Lose This Life (Tait)